# Greenville (Indiana)
Greenville és una població dels Estats Units a l'estat d'Indiana. Segons el cens del 2000 tenia 591 habitants.

## Demografia
Segons el cens del 2000, Greenville tenia 591 habitants, 224 habitatges, i 174 famílies. La densitat de població era de 368 habitants/km².
Dels 224 habitatges en un 39,3% hi vivien nens de menys de 18 anys, en un 65,2% hi vivien parelles casades, en un 8% dones solteres, i en un 22,3% no eren unitats familiars. En el 19,6% dels habitatges hi vivien persones soles l'11,6% de les quals corresponia a persones de 65 anys o més que vivien soles. El nombre mitjà de persones vivint en cada habitatge era de 2,64 i el nombre mitjà de persones que vivien en cada família era de 3,03.
Per edats la població es repartia de la següent manera: un 28,4% tenia menys de 18 anys, un 4,4% entre 18 i 24, un 31,3% entre 25 i 44, un 23,5% de 45 a 60 i un 12,4% 65 anys o més.
L'edat mediana era de 37 anys. Per cada 100 dones de 18 o més anys hi havia 96,7 homes.
La renda mediana per habitatge era de 49.271$ i la renda mediana per família de 50.972$. Els homes tenien una renda mediana de 44.464$ mentre que les dones 26.484$. La renda per capita de la població era de 24.343$. Entorn del 5% de les famílies i el 4% de la població estaven per davall del llindar de pobresa.

## Poblacions més properes
El següent diagrama mostra les poblacions més properes.